# Mimosybra continentalis
Mimosybra continentalis là một loài bọ cánh cứng trong họ Cerambycidae.